# Totonaques
Els totonaques (totonaca tachiwin) són un poble indígena que residia a les regions costaneres i muntanyenques de l'est de Mèxic a l'arribada dels espanyols. Avui dia es troben en l'estats de Veracruz, Puebla i Hidalgo. Es tracten d'uns dels possibles constructors de la ciutat precolombina d'El Tajín. Fins a la meitat del segle xix van ser els principals productors mundials de vainilla. Parlen una llengua totonaca i estan emparentats amb els tepehues.

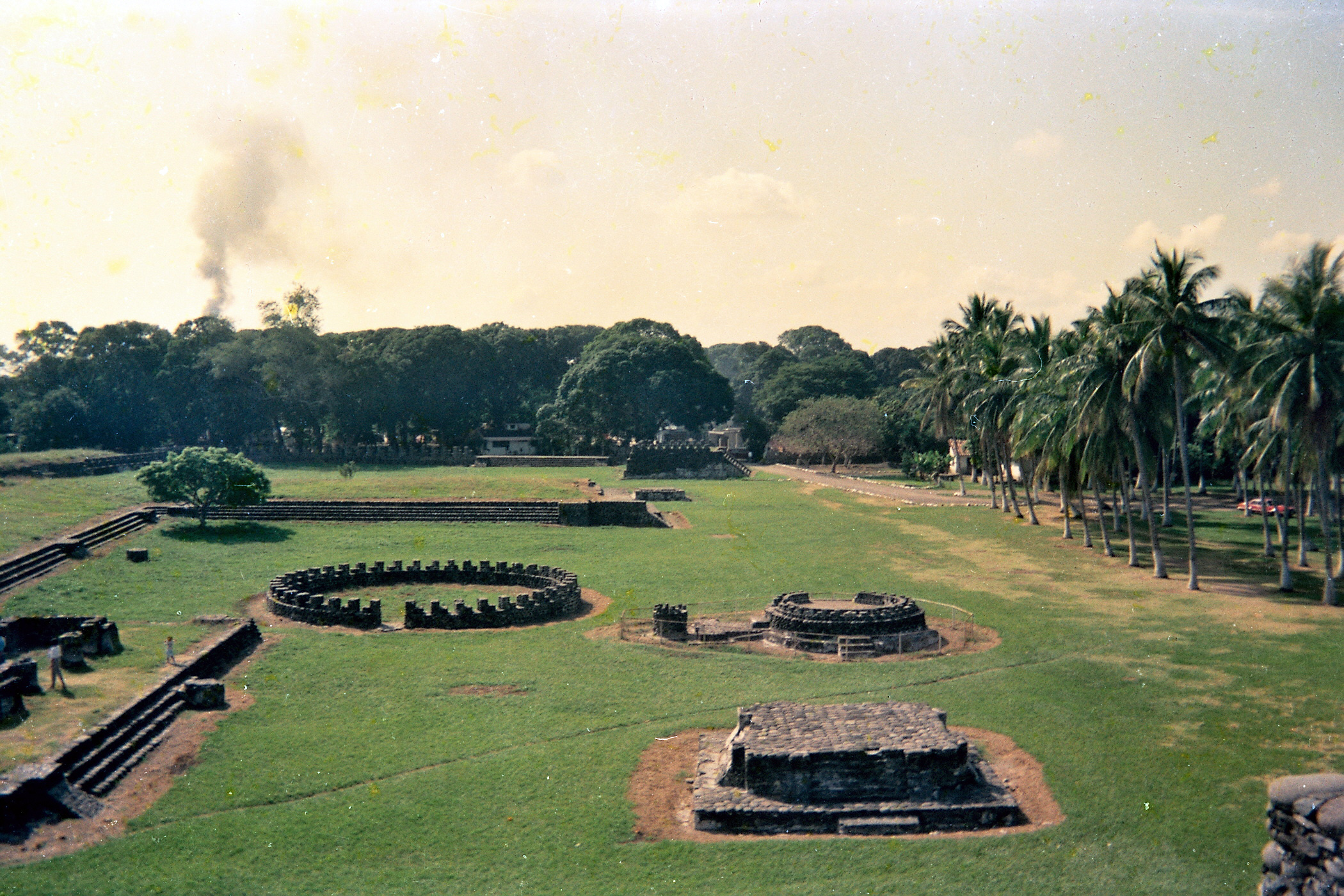
Vista de la plaça principal de les ruïnes de la ciutat de Cempoala, capital de la nació totonaca, primera en establir una aliança militar amb els exèrcits castellans per atacar els dominis de la Triple Aliança asteca o Ēxcān Tlahtolōyān.

## Etimologia
D'acord amb el Diccionari de la Llengua Nàhuatl o Mexicana, el terme totonaca és el plural de totonacatl i es refereix als habitants de la província de Totonacapan. Alguns autors han assenyalat que el terme "totonac" significa "home de terra calenta". En la llengua totonaca aquest vocable es compon pels termes tu'tu o a'ktu'tu referent al número "tres" i nacu'  que significa "cor". Els totonaques empren aquest terme en el sentit que Cempoala, Tajín i el Castell de Teayo són els tres centres representatius del grup; els tres centres o tres cors de la seva cultura.

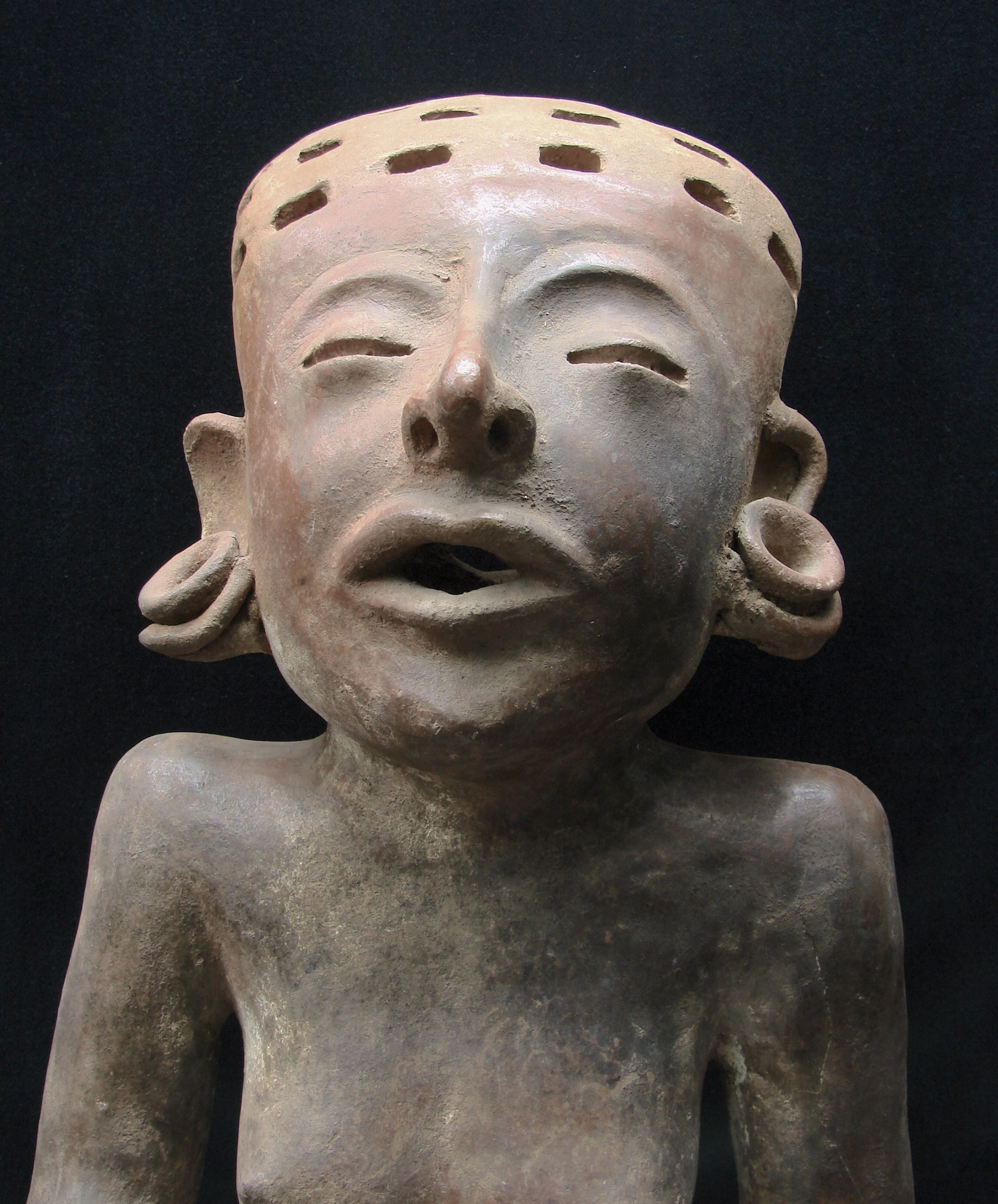
Terrissa.

## Geografia i estil de vida
Al segle xv, els asteques van nomenar la regió dels totonaques com Totonacapan, que després es va estendre aproximadament des de Papantla en el nord fins a Cempoala al sud. Totonacapan va ser en gran part calenta i humit. Juntament amb els cultius agrícoles normals de blat de moro, yuca, carabassa, fesol, carabassa i xile, la regió es caracteritza per la seva producció d'ambre líquid i cotó. Fins i tot durant la desastrosa fam central de 1450-1454, la regió va seguir sent un centre agrícola fiable.

## Idioma
Els idiomes coneguts com a totonaca i tepehua formen una família lingüística aïllada, no se sap si estan relacionats amb altres llengües o famílies de llengües. Les primeres descripcions gramaticals i lèxiques del totonaca accessibles als europeus (per desgràcia, avui perduda) van ser per Fra Andrés de Olmos, qui també va escriure la primera d'aquestes descripcions del nàhuatl i el huastec (teenek).
Les principals variants de totonaca són:
- Totonaca de Papantla: parlada per 80.000 persones a El Escolín, Papantla, Cazones, Tajín, Espinal, i altres viles a la costa del Golf de Veracruz.
- Totonaca nord-central: parlat entre Poza Rica a Veracruz i Mecapalapa, Pantepec, i Xicotepec de Juárez a Puebla.
- Totonaca sud-central: parlat majoritàriament a Sierra Norte de Puebla, incloses les viles de Zapotitlán de Méndez, Coatepec, i Huehuetla a Puebla.
- Totonaca de Misantla: parlat per unes 500 persones a Yecuatla i altres comunitiats vora la ciutat de Misantla, Veracruz.

## Història
La regió de Totonacapan va ser objecte d'incursions militars asteques des de mitjan segle xv fins a l'arribada dels espanyols. Malgrat la construcció de fortificacions asteques en tota la regió, la dominació total no vaig poder fer-se. Els principals centres totonaques van ser Papantla, amb una població de 60.000 habitants en 1519, Xalapa (uns 120.000) i Cempoala (al voltant de 80.000). Cempoala va ser la primera ciutat indígena que va visitar Hernán Cortès en la seva marxa cap a la capital asteca de Tenochtitlán. Els totonaques de Cempoala es van unir a Cortès i, juntament amb els tlaxcalteques, van contribuir de manera significativa a la conquesta espanyola. Totonacapan es va incorporar al règim espanyol amb relativament poca violència, però la regió va ser devastada per les malalties epidèmiques durant el segle xvi.

### Cabdills totonaques
- Umcacatl
- Xatotlan
- Tenitztli
- Tanin Nacahuatl
- Ithualtzintecuhitl
- Tlaixchuatenitztli
- Cotoxan Nacahuatl
- Itzcahuitl

A la mort de Itzcahuitl (segle XIV) el seu territori es va dividir entre dos fills, un dels quals va esdevenir tributari dels txitximeques i l'altre (una mica més tard) dels asteques.

## Religió
La majoria dels totonaques actuals són catòlics romans. No obstant això, la seva pràctica cristiana es barreja sovint amb vestigis de la seva religió tradicional, un exemple notable és el costum, una supervivència d'un antic ritu de sacrifici en el qual diverses llavors es barregen amb la terra i la sang d'aus de corral i es dispersen a través dels camps de sembra.
La religió tradicional va ser descrita en la dècada de 1960 per l'etnògraf francès, Alain Ichon. No s'ha trobat cap altre assaig important sobre la religió totonaca. Les deesses mare jugaven un paper molt important en les creences totonaques, ja que l'ànima de cada persona era feta per aquestes, és com si tinguessin una segona mare. Si un nounat moria, la seva ànima "no anava cap a l'oest, al mictlan, però si cap a l'est amb les Mares". Ichon també ha conservat per a la posteritat un mite important pel que fa a la deïtat del blat de moro, un heroi d'aquesta cultura amb les contraparts en la majoria de les altres cultures de la Costa del Golf i, possiblement, també representat pel déu del blat de moro Maia. Quant als remeiers tradicionals, es creia que "neixen durant una tempesta, sota la protecció d'un tro. Ells pensen que un raig copeja la casa d'un bebè nounat ... i ho fa ... en virtut de la seva possessió "